# Хілал (півмісяць)

Хілал і п'ятикутна зірка — спочатку символ дому Османа, заснованого Османом I. Однак, з точки зору астрономії, це стилізоване зображення є неправильним, оскільки півмісяць зростаючого Місяця відкритий ліворуч, а не праворуч, якщо дивитися з північної півкулі Землі, і тому, що видимі кінчики освітленої частини Місяця лише колись 180 ° один від одного вздовж свого кола може.

Хілал (араб. هلال — арабська назва вузького півмісяця зростаючого місяця після молодика. У стилізованій формі, яку зазвичай називають «півмісяць», це одна з найважливіших мусульманських емблем сьогодні.

## Історія символу
У доісламській Аравії Хілал символізував як бога місяця народу самуд, так і дуже вузький півмісяць, коли він вперше стає видимим після молодика. Символ використовувався на монетах у перському та сасанідському мистецтві. Півмісяць був прийнятий як декоративний елемент в ісламському мистецтві. Під час будівництва Бані Скелі в Єрусалимі серп місяця використовувався в мозаїках. Ісламські монети також використовували цей мотив. У релігійному секторі символ використовувався як завершальний мотив на мінаретах або на зображеннях Кааби.
Символ був створений на початку ХІХ століття у вигляді півмісяця із зіркою на червоному тлі. Введений як прапор османської армії в ХІХ столітті. Протягом останніх двох століть півмісяць став важливим символом у мусульманських країнах і знайшов свій шлях до геральдики багатьох ісламських держав. Це також — аналог Міжнародного Червоного Хреста — символ Міжнародного Червоного Півмісяця. Цей символ також використовують організації, чиї вчення відносно сильно відрізняються від ортодоксального ісламу, такі як Нація ісламу («чорні мусульмани») у США.

## Значення в ісламі
Ісламський рік базується виключно на місячному календарі. З появою молодика пов'язані численні релігійні свята та інші дати. Місяць посту Рамадан починається лише з появою півмісяця. Про цю подію мали повідомити кілька свідків із сунітського світу. Через метеорологічні умови можливі перенесення. Релігійні авторитети мали змогу оголосити початок Рамадану після встановленого часу на основі астрономічних розрахунків без спостереження за Місяцем. Наприклад, ще одна важлива подія, яка визначається появою нового місяця, — це початок місяця паломництва Зу ль-хіджа.

## Знахідки в Корані та спостереження за місяцем
Хілал згадується в багатьох місцях Корану, наприклад, у Сурі 2 Ельбакара, аят 189:
Вони запитують тебе про молоді місяці. Скажи: Вони призначені для людей і для паломництва. А побожність не полягає в тому, щоб заходити до будинків ззаду. Побожність полягає в тому, щоб бути богобоязливими. Тож входьте до домів через двері і бійтеся Аллаха, щоб було вам добре.
Інший релевантний у цьому контексті уривок, у якому цей термін не зустрічається, це вірші 183—184 тієї ж сури, в яких підкреслюється важливість посту, а саме протягом певних (буквально: пронумерованих) днів:
183: О ви, що увірували, піст приписаний вам, як приписаний був попереднім, щоб ви стали богобоязливими. 
184: (Він приписаний вам) у певні дні. [...]
Існує розбіжність в ісламській спільноті щодо питання про те, чи можна хід року також визначити обчисленням (хісаб). Хоча цю процедуру відкидає значна більшість сунітів і дванадцятирічних шиїтів, інші групи, такі як ісмаїліти, в основному прийняли цю процедуру. Термін «ayaman maʿdūdāt» (приблизно: «пронумеровані дні»), який використовується у згаданій вище сурі, використовується як аргумент для розрахунку. Однак опоненти цієї точки зору посилаються на автентичну традицію, згідно з якою Мухаммад говорив про початок і кінець посту (тобто на початку і в кінці Рамадану) лише тоді, коли дійсно видно місяць. Питання ісламського права, що стосуються спостереження за місяцем, досі по-різному оцінюються різними групами. Шиїти-дванадцятидесятники, однак, суворо дотримуються принципу видимості (суворіше, ніж суніти) і категорично відкидають обчислення фаз Місяця.

## Список прапорів з хілалом
Нині існуючі, визнані, суверенні держави

Алжир
Азербайджан
Бруней
Коморські Острови
Лівія
Малайзія
Мальдіви
Мавританія
Пакистан
Сінгапур
Туніс
Туреччина
Туркменістан
Узбекистан

Субрегіони існуючих, визнаних, суверенних держав

Кокосові острови (Австралія)
Анжуан (Коморські острови) до 2012 року
Анжуан з 2012 року
Джохор (Малайзія)
Кедах (Малайзія)
Келантан (Малайзія)
Селангор (Малайзія)
Тренгану (Малайзія)
Каракалпакстан (Узбекистан)
Умм аль-Кувейн (Об'єднані Арабські Емірати)

Нині існуючі, не загальновизнані держави

Сахарська Арабська Демократична Республіка
Турецька Республіка Північного Кіпру

Прапори історичних держав і територій

Єгипетський еялет (1517–1882)
Єгипетський хедиват (1882–1914)
Султанат Єгипет (1914–1922; за особистими штандартами Мухаммеда Алі Єгипетського)
Єгипетський революційний прапор (1919)
- Єгипетський революційний прапор (1952)
- Військовий прапор Західної Герцеговини (1760)
- Боснія і Герцеговина (1831–1832, 1878)
- Триполітанський еялет (1864–1911)
- Киренаїка (1949–1951; після прапора ордена Сенусі)
- Лівійське королівство (1951–1969)
- Штандарт Ідріса I Лівійського
- Прапор османського адмірала (бл. 1326)
- Військово-морський прапор Османської імперії (1453-1517) та прапор Османської імперії (1453-1517)
- Військовий прапор Османської імперії (бл. 1500-1793)
- Військовий прапор Османської імперії (1517-1793)
- Військово-морський прапор Османської імперії (1513-1793)
- Османська імперія (1517–1844)
- Османська імперія (1844–1923)
- Гюмюрджинська республіка (1913)
- Держава Хатай (1938–1939)
- Французький мандат у Сирії і Лівані (1920–1922)
- Французький Туніс  (1881–1956)
- Протекторат Південної Аравії (1959)
- Федерація Південної Аравії (1962 і 1967 рр.)
Королівство Курдистан (жовтень 1922 — липень 1924 р.)
Єгипетський революційний прапор (1952)
Військовий прапор Західної Герцеговини (1760)
Боснія і Герцеговина (1831–1832, 1878)
Триполітанський еялет (1864–1911)
Киренаїка (1949–1951; після прапора ордена Сенусі)
Лівійське королівство (1951–1969)
Штандарт Ідріса I Лівійського
Прапор османського адмірала (бл. 1326)
Військово-морський прапор Османської імперії (1453-1517) та прапор Османської імперії (1453-1517)
Військовий прапор Османської імперії (бл. 1500-1793)
Військовий прапор Османської імперії (1517-1793)
Військово-морський прапор Османської імперії (1513-1793)
Османська імперія (1517–1844)
Османська імперія (1844–1923)
Гюмюрджинська республіка (1913)
Держава Хатай (1938–1939)
Французький мандат у Сирії і Лівані (1920–1922)
Французький Туніс (1881–1956)
Протекторат Південної Аравії (1959)
Федерація Південної Аравії (1962 і 1967 рр.)
Королівство Курдистан (жовтень 1922 — липень 1924 р.)
Південно-Західна Кавказька Республіка (1918–1920)
Дарфурський султанат (XVIII-ХІХ ст.)
Емірат Джебель Шаммар (1836-1921)
Молдавське князівство (1346–1859)
Волоське князівство (1310–1861)
Кримське ханство (1449–1783)
Королівство Тлемцен (1235–1338, 1488–1556)
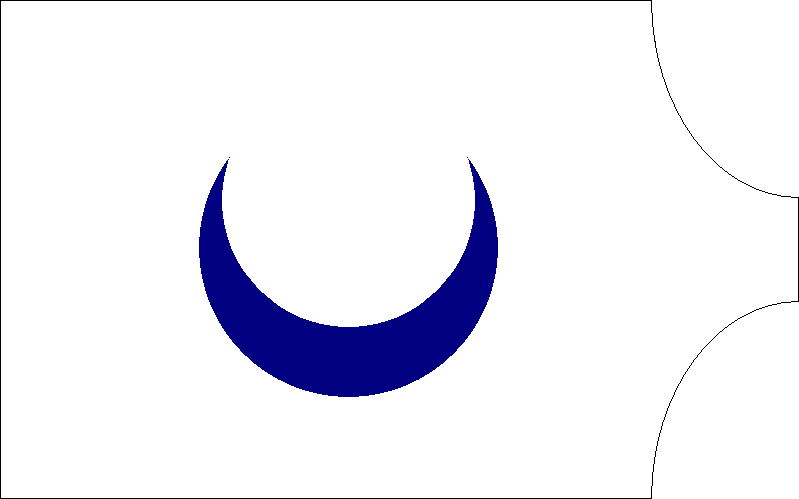
Королівство Тлемцен (1338–1488)
Хафсіди (близько XV ст.)
Султанат Фадлі (1670–1967)
Емірат Бейхан (бл. XVІІ ст. - 1967 р.)
Вахіді Балхаф (близько 1640–1967)
Емірат Далі (бл. XV ст. - 1967 р.)
Азербайджанський Народний Уряд (1945–1946)
2-га Республіка Східний Туркестан (1944-1949)
Бахавалпур (1885–1945)
Бахавалпур (1945–1955)
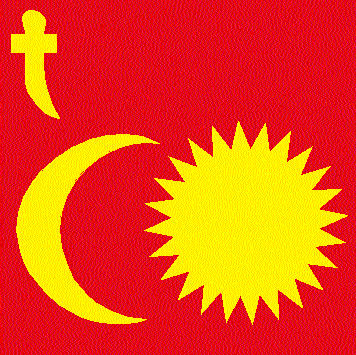
Барвані
Калат
Янджіра
Алжирський еялет
Сувадівська об'єднана республіка (1959–1969)
Махра (1549–1967)
Арабська ісламська республіка (1974)
Емірат Дірія (перша саудівська держава) (1744-1818)
Рифська республіка (1921–1926)
KХівинське ханство (1511–1920)
Басмацтво (1921–1924)
Золота Орда (ca. 1240–1502)
Аласька автономія  (1917–1920)
Кокандська автономія (1917–1918)
Бухарська Народна Радянська Республіка (1920–1924)
Бухарський емірат (1599–1920)
Султанат Ачех (1511–1903)

Інші прапори та логотипи

Ліга арабських держав
Мусульманська ліга Індійського союзу
Червоний півмісяць
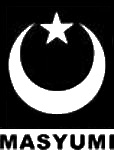
Машумі (Індонезія)
Нація Ісламу (США)
Туркменський дракон та Туркменський фронт Іраку
Альтернативний прапор іракських туркменів і Туркменського фронту
Союз Арабського Магрибу
Пропозиція прапора для постбасистського Іраку з 2004 року
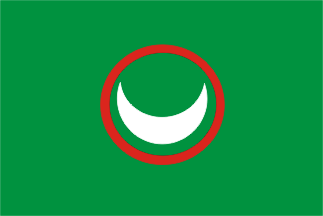
Фронт визволення Західного Сомалі Ефіопії (Огаден)
Турки Німеччини (неофіційно)
Рух за незалежність Ачеха (Індонезія)
Сепаратисти в Ріау (Індонезія)
Сіньцзян
Фронт захисників ісламського Великого Сходу
Всетатарський громадський центр
Прапор меншини тюркських білоруських татар
Боснійці Санджаку
Албанці Санджаку